# 강신명 (1964년)
강신명(姜信明, 1964년 5월 20일~)은 대한민국의 제19대 경찰청장을 역임한 경찰공무원이다.
경상남도 합천군 출생이다. 2013년부터 2014년까지 서울지방경찰청장을 지냈다. 2014년 8월 6일 경찰청장에 지명되었으며, 경찰대학 출신으로는 최초이다.

## 선거법 위반 및 직권남용
강 전 청장은 2016년 4월 제20대 총선 당시 경찰 정보라인을 이용해 친박계를 위한 맞춤형 선거 정보를 수집하고 선거 대책을 수립한 혐의로 2019년 5월 15일 서울중앙지법에서 영장실질심사를 받았다. 신종열 영장전담 부장판사는 "강 전 청장이 영장 청구서 기재 혐의 관련 죄를 범하였다고 의심할 만한 상당한 이유가 있고 증거 인멸 염려 등과 같은 구속 사유도 인정된다"며 구속영장을 발부했다.

## 학력
- 청구고등학교 졸업(1983년)
- 경찰대학 행정학사(2기, 1986년)
- 국방대학교 행정학사 40기(1995년)
- 연세대학교 행정대학원 행정학 석사(1998년)

## 약력
- 서울 동대문경찰서 용두파출소장(1989년 7월~1990년 2월)
- 의성경찰서장(2004년 7월 9일~2005년 7월 14일)
- 구리경찰서장(2006년 7월 13일~2007년 1월 22일)
- 송파경찰서장(2008년 3월 25일~2009년 3월 22일)
- 경찰청 수사국장, 정보국장
- 안전행정부 치안정책관
- 제24대 경북지방경찰청장 (2012년 11월 2일~2013년 2월 25일)
- 청와대 정무수석실 사회안전비서관 (2013년 2월 25일~2013년 12월 10일)
- 제29대 서울지방경찰청장 (2013년 12월 10일~2014년 8월 22일)
- 제19대 경찰청장 (2014년 8월 24일~2016년 8월 23일)

## 진급
- 1988년: 경위 임관
- 1990년: 경감 승진
- 1994년: 경정 승진
- 2004년: 총경 승진
- 2010년: 경무관 승진
- 2011년: 치안감 승진
- 2013년: 치안정감 승진
- 2014년: 치안총감 승진

## 서훈
- 1996년: 대통령 표창
- 2007년: 근정포장
- 2013년: 홍조근정훈장